# Abbaye des Guillemins
Pour les articles homonymes, voir Guillemins.
À l’origine connue sous le nom de prieuré du Val Notre-Dame (Prioratum Vallis B. M. apud Walincurtem), elle prend le nom de prieuré des Guillemins en raison des religieux de l’ordre de Saint-Guillaume qui l'occupaient (Guillemins ou Guillemites), puis le nom d'abbaye des Guillemins.
Elle est située sur le territoire de la commune de Walincourt-Selvigny.

## Géographie
Elle est située à mi-chemin entre le village de Walincourt-Selvigny, et la commune de Esnes, au cœur du Val Notre-Dame.
Il existerait des souterrains-refuges (galeries et chambres) dits « carrières de l’abbaye » sous les bâtiments, qui partiraient du château d'Esnes tout proche.

## Histoire

### DuXIIIeauXVIIesiècle
L'abbaye fut fondée en 1255 par Baudouin de Dours. Nicolas, évêque de Cambrai, accorda en 1256 des lettres pour consacrer le prieuré sous l'invocation de Notre-Dame et de Saint-Guillaume. En 1267 une bulle du pape Urbain IV confirme l'établissement. En 1270, Marguerite, comtesse de Flandre et de Hainaut, confirme l'établissement par le don de lettres-patentes.
Roi des Romains germaniques, Maximilien Ier accorde aux Guillemins du Val Notre-Dame des diplômes confirmatifs en 1493 et 1494.
Après un épisode de remplacement des Hiéronymites au collège des bons enfants à Cambrai, les religieux furent contraints de faire à nouveau le service divin au prieuré, sur la réclamation de la Sénéchale du Hainaut, Dame de Walincourt, représentant les anciens Sires de Walincourt, fondateurs de ce dernier. Ils avaient, toutefois, obtenu la permission de Maximilien de Berghes de continuer leur enseignement à  Cambrai jusqu'en 1575.
Cet ermitage contenait trente à quarante religieux.

### AuXVIIIesiècle
En 1765, les religieux n'étaient plus que 12 et le Roi leur interdisait de recevoir des novices.
Arguant de leur bonne conduite et de leurs bonnes mœurs, ils sollicitent à Louis XV l'autorisation de s'adjoindre des novices afin d'assurer l'hospitalité et le secours aux pauvres, mais le Duc de Choiseul leur répond que « la volonté du Roi étant que son décret soit respecté », confirmant ainsi l'intention royale de supprimer peu à peu les maisons religieuses.
Avec la révolution de 1789 vint le temps d'une attaque par une bande mise en déroute par la résistante de Don Benoît (Alexis Joseph Bailleux), mais les religieux, comprenant que leur situation va devenir difficile, se partagent le numéraire et se rendent à Cambrai « en la rue St Georges », vers l’Église, côté droit, puis aux 4 et 6 de la rue Saint Martin.
Divers écrits montrent que le prieuré est alors laissé sous la garde de la commune :
- Le 12 juin 1791 sont nommés 4 gardiens avec ordre de garder jour et nuit, sans pouvoir s'absenter, les effets inventoriés par le conseil municipal ; en cas de troubles, l'un d'eux devra se détacher pour avertir la municipalité.
- Le 30 août, le sieur Houillon, administrateur du Directoire du District de Cambrai, fait transporte les meubles du « ci-devant chapitre de Walincourt et des Guilmites ».
- Le 17 avril 1792, « le sieur Bouflers, ci-devant religieux des Guillemins », résidant à Walincourt, demande à payer sa contribution patriotique afin de recevoir son trimestre.
- Le 28 ventôse 1793 (An II de la République), une délégation municipale inventorie sur ordre, dans un caveau, 4 cercueils de plomb dont 1 petit sans couvercle, et les envoie au « 2e bureau de l'administration de Cambrai pour y être convertis en matière propre à chasser et combattre les vils esclaves des despotes coalisés et notamment les barbares autrichiens ».

Il semble que le domaine soit plus ou moins laissé à la garde locale ensuite.

### DuXIXeauXXesiècle
On retrouve des traces historiques lors de l’occupation du Hainaut par les Cosaques entre 1815 et 1818.
Les familles qui se succèdent ensuite dans le Val se contentent d'en cultiver les terres et c'est en 1897 que la famille Delambre, propriétaire également de la Ferme des Briseux, derrière l'Abbaye, décide de procéder à la rénovation des lieux :
- le pignon de l’abbaye est reconstruit ;
- des écuries sont bâties autour de la cour d'entrée et une halle aux bestiaux aménagée ;
- la conciergerie, située à l'entrée du site, est réparée, un trottoir est aménagé, en enfouissant la partie basse ;
- petit à petit, différents murets, la mare disparaissent sous les pavages et réfections diverses.

### AuXXIesiècle
Propriété, depuis 2008, de l'association ACCES, elle est rouverte au public au travers d’une ferme d’accompagnement et des différentes activités liées à la location de salles, gérées par l'association ACFDC.